# 花鈴のマウンド
『花鈴のマウンド』（かりんのマウンド）は、星桜高校マンガ研究会による日本の野球漫画。公式ホームページ上にて2016年7月16日より連載中。

## 概要
わかさ生活代表取締役社長であり日本女子プロ野球機構（JWBL）創立者でもある角谷建耀知がペンネーム「紫々丸」として原作を担当している（現在は「角谷建耀知」として原作を担当している）。当初は原作者と作画担当の「きみどり」により制作されていたが、のちに複数のスタッフが加わっている。
単行本はソノラマ+コミックス（朝日新聞出版）から2巻まで発売されたが、のちに大垣書店より「星桜高校マンガ研究会」名義で再発されている。
「ボールの投げ方からストレッチの方法まで、事細かに描かれているところ」を注目すべき点としており、野球を目指す女性への入門書の役割を兼ねた内容となっている。

### 出来事
2016年
- 7月16日 - JWBLが開設したウェブサイト上で連載を開始[1]。
- 12月2日 - 『花鈴のマウンド〈特別版〉』が発刊。キャッチコピーは「女の子だって甲子園!!」となった。これに合わせ、主人公ら登場人物の日常を描いた4コマ漫画『花鈴のマウンド4コマ劇場』もウェブサイト上で公開された（作画：ヤマブキ・あかがい・えんがわ）。

2017年
- 8月7日 - 朝日新聞出版ソノラマ+コミックスより単行本第1巻が刊行された[4]。
- 9月 - 『花鈴のマウンド』第1巻が、「e-honが選ぶNIPPON BEST〜ニッ本ベスト〜「突出して売れている本」近畿地区第2位にランクインした[5]。7日に朝日新聞出版より単行本第2巻が刊行された。
- 12月28日 - 『花鈴のマウンド』第1巻・第2巻が大垣書店より新書判に変更されて刊行された。また、この新書判コミックス刊行に合わせてオリジナルアニメによるテレビコマーシャル[6]の放映が開始され、わかさ生活が提供する番組でスポットCMとして放映されたほか、YouTubeでも視聴できるようになった。

2018年
- 3月23日 - 『花鈴のマウンド』第3巻が大垣書店より刊行され、これに合わせて同年3月下旬から4月下旬まで阪神電鉄甲子園駅から阪神甲子園球場にかけて広告をジャックする「『花鈴のマウンド』をさがせ」キャンペーンが実施された[7]。また、同年夏の選手権大会開催期間中も同様に、甲子園駅降車ホームに広告を掲出した。
- 6月3日 - 文化放送にてラジオ番組『花鈴のマウンドpresents 下地紫野の女子野球応援団!』が放送開始。
- 6月13日 - KBS京都ラジオにてラジオ番組『女の子だって甲子園！～夢、約束の聖地（スタジアム）～』が放送開始。
- 7月13日 - 『花鈴のマウンド』第4巻が大垣書店より刊行され、これに合わせてCMキャラクターに女優の桐谷美玲を起用した新CMが放映開始された。これは作中に出てくる登場人物の桐谷花鈴と柊木美玲にちなんでいる[8]。

2019年
- 7月25日 - 『花鈴のマウンド』第7巻発売、第101回全国高校野球選手権大会開催に合わせて、女子プロ野球選手5名（加藤優、みなみ、古谷恵菜、植村美奈子、三浦由美子）を起用した新CMが放映開始された。

2020年
新装版花鈴のマウンドが刊行。表紙やロゴの変更に加え、作画や野球シーンがより臨場感のあるものになっている。
- 1月27日 - 新装版『花鈴のマウンド』第1～3巻が同時発売された。
- 6月23日 - 新装版『花鈴のマウンド』第4巻が発売された。
- 8月25日 - 新装版『花鈴のマウンド』第5巻が発売された。
- 10月26日 - 新装版『花鈴のマウンド』第6巻が発売された。
- 12月17日 - 新装版『花鈴のマウンド』第7巻が発売された。

## あらすじ
「女子高生だって夏の甲子園で野球がしたい!」という女子高生の、甲子園への夢を追いかけるストーリー。主人公の桐谷花鈴は都立星桜高校の女子硬式野球部のエースで、物語は花鈴の成長を描く。幼馴染みの大門頼とかつて行った甲子園球場での感動が忘れられず、「甲子園でのプレー」を夢見て女子野球に打ち込む。

## 登場人物

### 都立星桜高校
桐谷 花鈴（きりたに かりん）
声 - 下地紫野
本作の主人公。3年生で女子硬式野球部の投手。身長170cm・体重はひみつ。幼馴染の大門頼とともに甲子園大会を見に行ったことがきっかけで、野球に興味を持つ。夢は甲子園球場でプレーすることで、その想いは授業中の居眠り中に甲子園のマウンドでプレーしている自分の姿を夢見るほど。球種は"速いストレート"・"遅いストレート"・"真ん中くらいのストレート"と速度の違うストレートだったが、変化球がないことを頼に指摘される。頼とともに新たな変化球"魔球"の習得に励むことになるが、今は未習得である。チームメイト想いで、家族から野球をすることを反対されている、青山かおりの兄・青山綾斗を夏の大会に応援に来てくれるよう説得を試みている。
新装版で追加されたサイドストーリーによると、実の両親は家族旅行へ行く際の交通事故で亡くなった。父親はプロ野球選手（投手）で母親は父親の高校時代の野球部マネージャーだった。また、姉がいたが別々の家に引き取られた。
清澄 宙子（きよすみ そらこ）
3年生で正捕手。身長172cm・体重は花鈴より重い。花鈴とバッテリーを組んでいる。花鈴のプロポーションを気に入っており作品の随所に過剰なボディータッチを行う場面が見受けられる。堂々としていて場を盛り上げるムードメーカー。大雑把ながら人の心を読み取って行動する頭脳派。女系家族であり男性が嫌い。花鈴と頼との特訓に参加した際は頼に対し花鈴の相棒としてのライバル心をむき出しにする。
麻布 小春（あざぶ こはる）
3年生で女子硬式野球部キャプテン。身長163cm・体重は花鈴より軽い。密かに頼に想いを寄せている。清澄宙子に背中を押され、頼とデートをしている。可愛いものやボディーケア用品が好き。
大門 頼（だいもん らい）
花鈴の幼馴染。男子硬式野球部主将・捕手。身長178cm・体重72kg。花鈴の自主練習に付き合いアドバイスをする。花鈴の特性に気づき新たな球種を覚える手助けをしている。人を撫でる癖があり、心配性でお節介なところもしばしば。何事にも寛容で面倒見が良い。誰からも好かれ部員からの信頼も厚い。
月島 郁絵（つきしま いくえ）
都立星桜高校女子硬式野球部監督。身長168cm。メンバーに恐れられる女性監督。
三鷹 ひまり（みたか ひまり）
3年生で女子硬式野球部レフト。身長155cm。サッカー部キャプテンの青山綾斗をかっこいいと言っている。
六本木 ノア（ろっぽんぎ ノア）
3年生。身長174cm。日本人の父親とキューバ人の母親をもつハーフ。英語が堪能。ドレッドヘアで高身長だが影は薄い。
駒形 あかり（こまがた あかり）
3年生。身長164cm。性格はいつも明るく、男前でサバサバした性格。ツッコミが特技。実は絶叫マシンが苦手である。
広尾 まい（ひろお まい）
2年生。身長165cm。いつもスマホを持ち歩き、撮った写真をSNSにアップしたり、いたずらに使うことが好きである。目黒いちかと仲が良い。
目黒 いちか（めぐろ いちか）
腹黒で先輩に対してもズバズバ言う2年生。身長160cm。広尾まいと仲が良く、いつも一緒にいる。早口言葉が得意である。
十条 優也（じゅうじょう ゆうや）
男子硬式野球部投手。優しく素直な性格。ガリ勉くん。特技はルービックキューブ。
岩淵 進夢（いわぶち すすむ）
男子硬式野球部一塁手。女の子にモテたいゴリラ。好きな物は炭水化物。
田端 千賀（たばた せんが）
男子硬式野球部三塁手。不器用で回りくどい性格。趣味はクロスワードパズル。
青山 かおり（あおやま かおり）
1年生で投手。サッカー部キャプテンの青山綾斗の妹である。兄の綾斗から野球することを反対されている。投球のコントロールは、桐谷花鈴よりよいと清澄宙子から言われている。
青山 綾斗（あおやま あやと）
3年生で男子サッカー部のキャプテン。身長177cm・体重65kg。性格は自分に厳しくクール。女子から人気がある。
森下 拓也（もりした たくや）
サッカー部員。言動が子供っぽくて人をからかうのが好き。自分大好きなオレオレ系男子そして身だしなみを気にして手鏡を必ず持ち歩いてる。
浅草 太郎（あさくさ たろう）
サッカー部員。短気で喧嘩っぽい性格。昔、名前が原因でいじめられていたため名前の話題になるとキレる。
上野毛 直（かみのげ ただし）
サッカー部員。綾斗に憧れているチームメイト。ピアスも綾斗を真似してつけており本人はお揃いと言い張る。
乃木坂 亜夢（のぎざか あむ）
チアリーディング部キャプテン。セクシーな体型とファンサービスが人気で、SNSのフォロワーが10,000人以上いるらしい。そして大門頼の大ファンである。

### 京都雅高校
柊木 美玲（ひいらぎ みれい）
主人公のライバル。3年生で女子硬式野球部主将・一塁手。雑誌などにも取り上げられる選手で「古都のスーパーガール」と呼ばれている。
白鷺 ときわ（しらさぎ ときわ）
3年生で投手。アイロテクニシャンの異名を持つ、元・星桜高校のエース。身長160cm・体重は普通。人によって態度が変わる節があり、よく人をランク付けしている。また、神経質で気に入らないことがあると気性が荒いところが前面にでてしまう。
湯川 沙織（ゆかわ さおり）
京都雅高校女子硬式野球部監督。28歳。身長168cm。性格は真面目で月島郁絵監督を意識している。

### 彩愛女学院
朝陽 さき（あさひ さき）
3年生で捕手。花鈴とは中学時代のバッテリー。通称「美しきアーチスト」と呼ばれている。身長170cm・体重は、花鈴より少し重い。花鈴を妹のように可愛がっており、中学生まで新体操を習っていた。
ソフィア・フォスター
宙子によると身長は180cm。世界選手権優勝投手で彩愛女学院のエース。都立星桜高校の月島監督からは、ソフィアと朝陽のバッテリーは最強と言われている。
野原 宏美（のはら ひろみ）
彩愛女学院女子硬式野球部監督。45歳。身長165cm。体重53kg。キャリア15年の全国制覇に導いた督でもあり、二児の母でもある。

### 帝蘭高校
室伏 マツコ（むろふし マツコ）
女子硬式野球部3年生 主将 その見た目に相応しい勢いのあるバッティングを見せる。男性とよく間違われる。スカートは絶対に履かない主義で制服も下はズボンを着用している。義に厚い性格でチームメイトからの人望がある。
享菜 ミツコ（きょうな ミツコ）
女子硬式野球部3年生 マツコとは対照的に女子力が高く、休日には可愛い小物等を買いに雑貨屋に行っている。マツコより体重が重いことを気にしている乙女チックな部分も。

### 仙台杜の都高校
青葉 ゆい（あおば ゆい）
「機動女子隊」と呼ばれる仙台杜の都高校で1番を打ち、俊足で「北のスプリンター」の異名を持つ。
伊達 直子（だて なおこ）
仙台杜の都高校硬式野球部監督。43歳。普段はおおらかな性格だが、練習メニューは鬼の様な監督でついたあだ名が「癒し系スパルタ」。

### 月光高校
清家 伊織（せいけ いおり）
女子硬式野球部一年主将・投手。小さな体から何種類もの変化球を投げる。その投球技術から「雪国の妖術師」と呼ばれ、京都雅をノーヒットノーランに仕留めた。

### 黄猿高校
日吉茶助（ひよし さすけ）
3年生で男子硬式野球部投手。左投左打。身長は176cm。真面目で何事にも一生懸命である。勉強も得意。
藤吉 秀（とうきち しゅう）
3年生で男子硬式野球部主将。捕手。右投右打。身長は178cm。大猩々監督のジェスチャーがなくてもサインを読み取ることができる。木登りが得意でもある。
大猩々 博（ごりら ひろし）
黄猿高校男子硬式野球部監督。43歳。身長180cm。試合に勝つためには作戦をやり通すほど強い精神力を持つ。サングラスを常に着用。バナナ好き。

### 白狼高校
甲牙 陸（こうが りく）
男子硬式野球部3年主将。ストイックで常に一番を目指している。また、負けず嫌いな部分もあり、同じ捕手であり強打者の大門頼をライバル視している。
氷爪 涼（ひづめ りょう）
男子硬式野球部3年。ツーシームとストレートを使い分ける豪腕投手。投げるだけではなく打つのも得意軽薄そうに見られがちだが根は真面目。
大神 拳勇（おおかみ けんゆう）
男子硬式野球部監督。分析力が高く、的確な指示を得意とする。笑うと犬歯が見える。

### その他
真田 実招（さなだ さねあき）
女子野球専属フリーライター。28歳。身長は182cm。急発展する女子野球界をどの記者よりも熱く見守り、応援している。ある女性がきっかけでこの仕事に就いている。若干ナルシストなのが玉にきず。
鈴木 洋（すずき ひろし）
「ベル宅配便」に勤務している宅配運転手。40歳。身長は178cm。

## 書籍情報

### 単行本

#### 『花鈴のマウンド』朝日新聞出版〈ソノラマ+コミックス〉 紫々丸（原作）きみどり（作画）
- 1巻 2017年8月7日発売 ISBN 9784021002656
- 2巻 2017年9月7日発売 ISBN 9784021002663

#### 『花鈴のマウンド』大垣書店 角谷建耀知（原作） 星桜高校マンガ研究会（作画）
- 1巻：2017年12月28日発売 ISBN 9784903954073
- 2巻：2017年12月28日発売 ISBN 9784903954080
- 3巻：2018年3月23日発売 ISBN 9784903954103
- 4巻：2018年7月13日発売 ISBN 9784903954127
- 5巻：2018年8月17日発売 ISBN 9784903954134
- 6巻：2018年12月26日発売 ISBN 9784903954158
- 7巻：2019年7月6日発売 ISBN 9784903954172
- 新装版1巻：2020年1月27日発売 ISBN 9784903954240
- 新装版2巻：2020年1月27日発売 ISBN 9784903954257
- 新装版3巻：2020年1月27日発売 ISBN 9784903954264
- 新装版4巻：2020年6月25日発売 ISBN 9784903954301
- 新装版5巻：2020年8月25日発売 ISBN 9784903954318
- 新装版6巻：2020年10月26日発売 ISBN 9784903954349
- 新装版7巻：2020年12月17日発売 ISBN 9784903954370
- 新装版8巻：2020年8月6日発売 ISBN 9784903954424
- 新装版9巻：2020年8月6日発売 ISBN 9784903954431
- 新装版10巻：2021年12月15日発売 ISBN 9784903954448
- 新装版11巻：2022年4月20日発売 ISBN 9784903954462

### 特別版
- 『花鈴のマウンド 特別版』（非売品） 紫々丸（原作）きみどり（作画）

2016年12月2日発行
試し読み冊子に掲載されていた1話のほか、キャラクタープロフィールのページも収録されている。販売されているものではなく花鈴のマウンド公式サイトにて申し込むとプレゼントされる。特別版発行を記念した女子プロ野球選手のトークイベントが京都 北大路ビブレで開催された。

## 放送

### ラジオ
- 『花鈴のマウンドpresents 下地紫野の女子野球応援団!』（文化放送、2018年6月3日 - 8月26日）
  - テレビCMで主人公・桐谷花鈴の声優を務めている下地紫野がパーソナリティを担当、『A&Gリクエストアワー 阿澄佳奈のキミまち!』（文化放送、超!A&G+）内のフロート番組として放送・配信された[13]。
- 『女の子だって甲子園！～夢、約束の聖地（スタジアム）～』（KBS京都ラジオ、2018年6月13日 - 2018年12月5日）
  - メインパーソナリティを作者・紫々丸、アシスタントをKBS京都アナウンサー・海平和とし、紫々丸や女子野球、JWBLなどに所縁のある人物をゲストに迎えた。また、『花鈴のマウンド』の各話をラジオドラマとして放送。ラジオ関西、ラジオ日本、東海ラジオでネット放送。